# Пёстрый юнко
Пёстрый юнко (лат. Junco vulcani) — вид певчих воробьиных птиц из семейства Passerellidae.
Достигает длины тела от 15,2 до 16,6 см. От макушки головы до верха спины — слабая тёмная штриховка. Чёрные уздечка и линия за глазами придают лицу похожий на маску вид. Бока головы и узкая полоса над глазами серые. Область надхвостья тусклая оливково-коричневая. Хвостовые перья имеют тёмно-серые края. Внешние рулевые перья имеют серые вершины. Верхние кроющие крыла чёрно-коричневые. Подбородок с чёрными пестринами. Горло немного светлее серого, чем грудь. Нижняя сторона серая с оливково-рыжеватым оттенком, особенно по бокам и у основания хвоста. Радужная оболочка от жёлтого до золотисто-жёлтого, клюв розовый, ноги от желтовато-розового до коричневато-серого. Половой диморфизм не выражен. У молодых птиц верх более красновато-коричневый с более сильной штриховкой. Нижняя сторона жёлто-коричневая с коричневой штриховкой, за исключением середины брюха.
Вид распространён в вулканических районах Коста-Рики и западной Панаме, особенно в районе вулканов Ирасу и Серро-де-ла-Муэрте в Коста-Рике, а также в районе вулканов Серро-Фабрега и Бару в Панаме.
Вид встречается на открытых лугах с низкорослым кустарником и пустошах, а также по обочинам дорог. Чаще всего вид встречается над границей леса на высоте от 2600 до 3000 метров над уровнем моря.
Птицы обычно отправляются на поиски пищи парами. Рацион включает семена и ягоды, а также членистоногих, в том числе насекомых и пауков (Araneae), которых птицы собирают в основном на земле или в растительности.
Гнёзда были найдены в апреле. Оперённые молодые птицы наблюдались в мае и июне. Чашеобразное гнездо строят из сухих трав на заросшей мхом насыпи, выстилая его пухом расторопши и волосами. Нависающий мох образует навес над гнездом. Кладка состоит из двух бледно-голубых яиц с фиолетовыми точками, которые сосредоточены на длинном конце.